# Ramhusen
Ramhusen er en by og kommune i det nordlige Tyskland, beliggende i Amt Marne-Nordsee i den sydvestlige del af Kreis Dithmarschen. Kreis Dithmarschen ligger i den sydvestlige del af delstaten Slesvig-Holsten.

## Geografi
Ramhusen er beliggende i marsken og grænser mod øst til kommunen Eddelak og mod syd til byen Brunsbüttel.
Ud over Ramhusen ligger der, i den landligt prægede kommune, landsbyerne og bebyggelserne Diekshörn, Schüttung, Triangel, Wischweg og Wöppenstieg.